# Lagune d'Orbetello
La lagune d'Orbetello est une lagune côtière de la mer Tyrrhénienne en Toscane, dans la Maremme de la province de Grosseto. 

## Territoire
Elle est séparée de la mer à l'ouest et à l'est par deux bandes de terre d'environ 6 km de long (le tombolo de Giannella au nord-ouest et de Feniglia au sud-est) et à l'ouest par le promontoire de l'Argentario. Une troisième langue de terre isthmique s'étend au centre de la lagune et le centre urbain d'Orbetello s'y dresse. Un pont artificiel (le barrage Leopoldiana) relie Orbetello à Monte Argentario et divise la lagune en deux parties, la lagune Ponente et la lagune Levante.
Elle communique avec la mer au moyen de trois canaux artificiels : le canal Fibbia (ou delle Saline) près de l'embouchure de la rivière Albegna et le canal Nassa (à Santa Liberata), tous deux sur le Tombolo de Giannella et le canal d'Ansedonia dans la dune de Feniglia. Un quatrième canal, le canal Pertuso, a été planifié et des travaux d'excavation ont également commencé, qui n'ont cependant jamais été achevés.

### Espaces naturels protégés

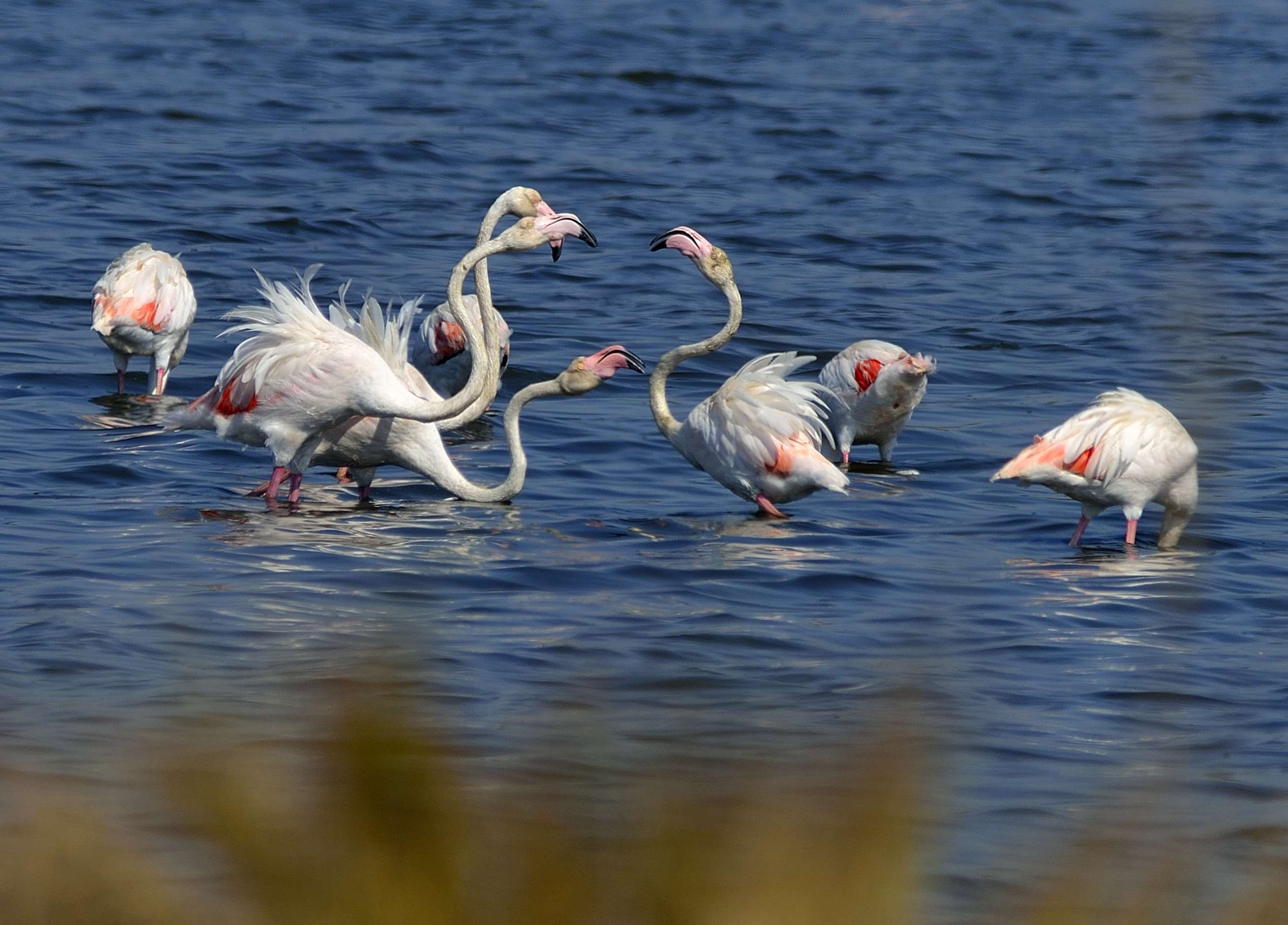
Flamants roses.

En raison de la rareté de l'eau de mer et de l'introduction de rejets riches en nitrates et en sels de potassium provenant des cultures agricoles (qui ont entraîné la prolifération d'algues et l'appauvrissement en oxygène qui en résulte), la lagune d'Orbetello est un environnement à haut risque. Pour permettre sa protection, de nombreuses dispositions législatives ont été promulguées et l'institution du « commissaire de la lagune d'Orbetello » a été créée. Une partie de la lagune de Ponente est protégée dans l'oasis WWF de la réserve naturelle de la lagune d'Orbetello di Ponente et le bois de Patanella. 
La réserve naturelle de la lagune d'Orbetello, gérée par la province de Grosseto et la zone de protection spéciale se dresse également sur la zone(SPA) « Lagune d'Orbetello ».

### Faune
La lagune est une « zone humide d'importance internationale » au titre de la convention de Ramsar. De nombreuses espèces d' oiseaux y nichent ou y transitent, notamment l'échasse blanche, le flamant rose, le grand héron blanc, le balbuzard pêcheur, la spatule blanche, l'avocette, le cormoran et diverses espèces de canards.

## Histoire et économie
Dans le passé, l'économie d'Orbetello était basée sur l'exploitation de sa lagune et par la pêche. Cette activité, autrefois transmise de père en fils dans les familles de pêcheurs, est gérée par une société par actions qui emploie un peu moins d'une centaine de salariés. Les eaux du lagon sont riches en poissons fins comme le bar commun, la dorade royale, le mulet et l'anguille d'Europe. À une certaine époque, des crevettes et des crustacés étaient également pêchés. Le poisson est transformé localement ou vendu sur de nombreux marchés en Italie et à l'étranger. La production de poutargue est précieuse et la préparation d'anguilles fumées additionnées d'épices et de piments, qui sont sans aucun doute le plat typique de la cuisine locale.

## Galerie

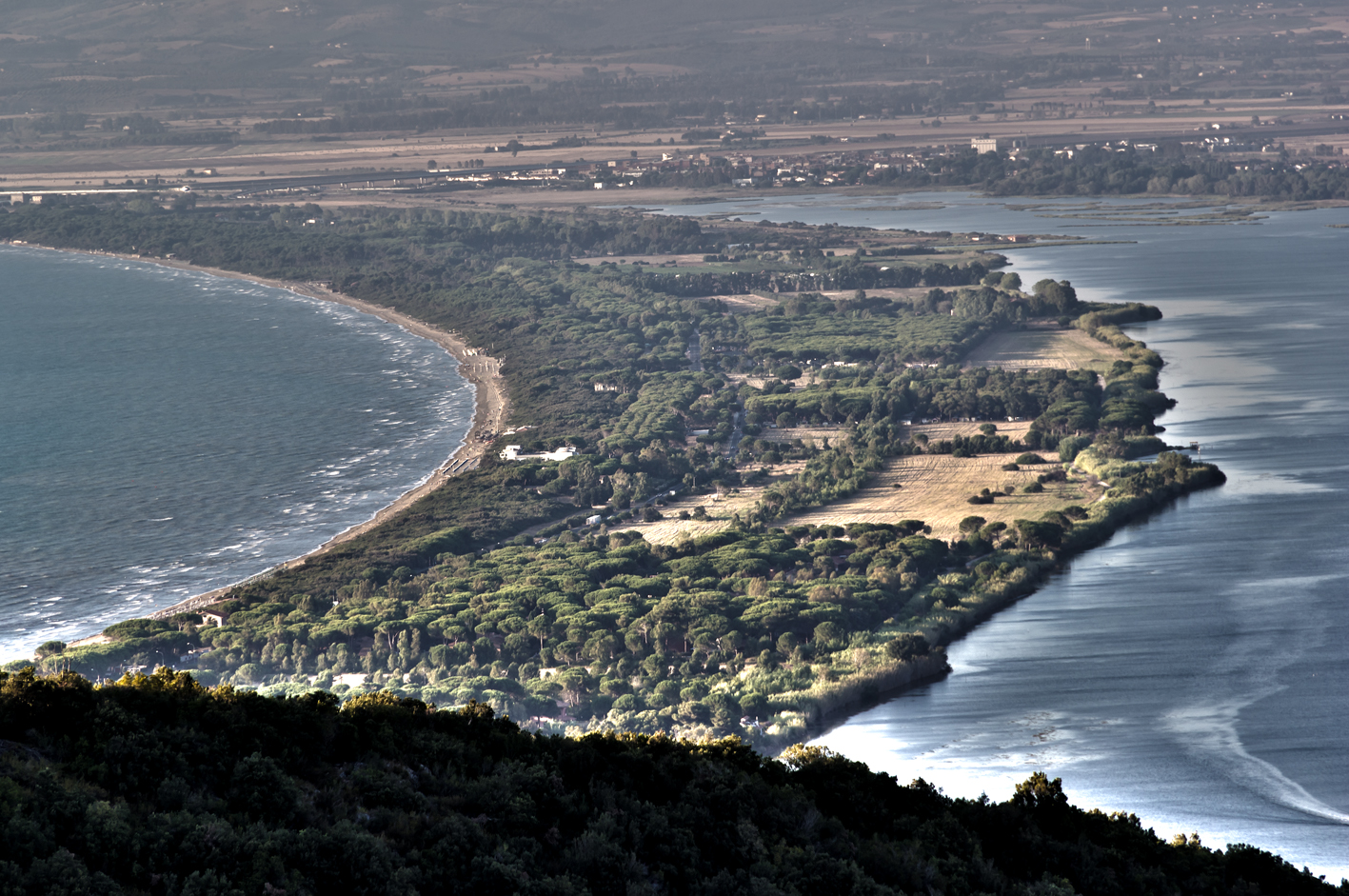
Tombolo de Giannella.
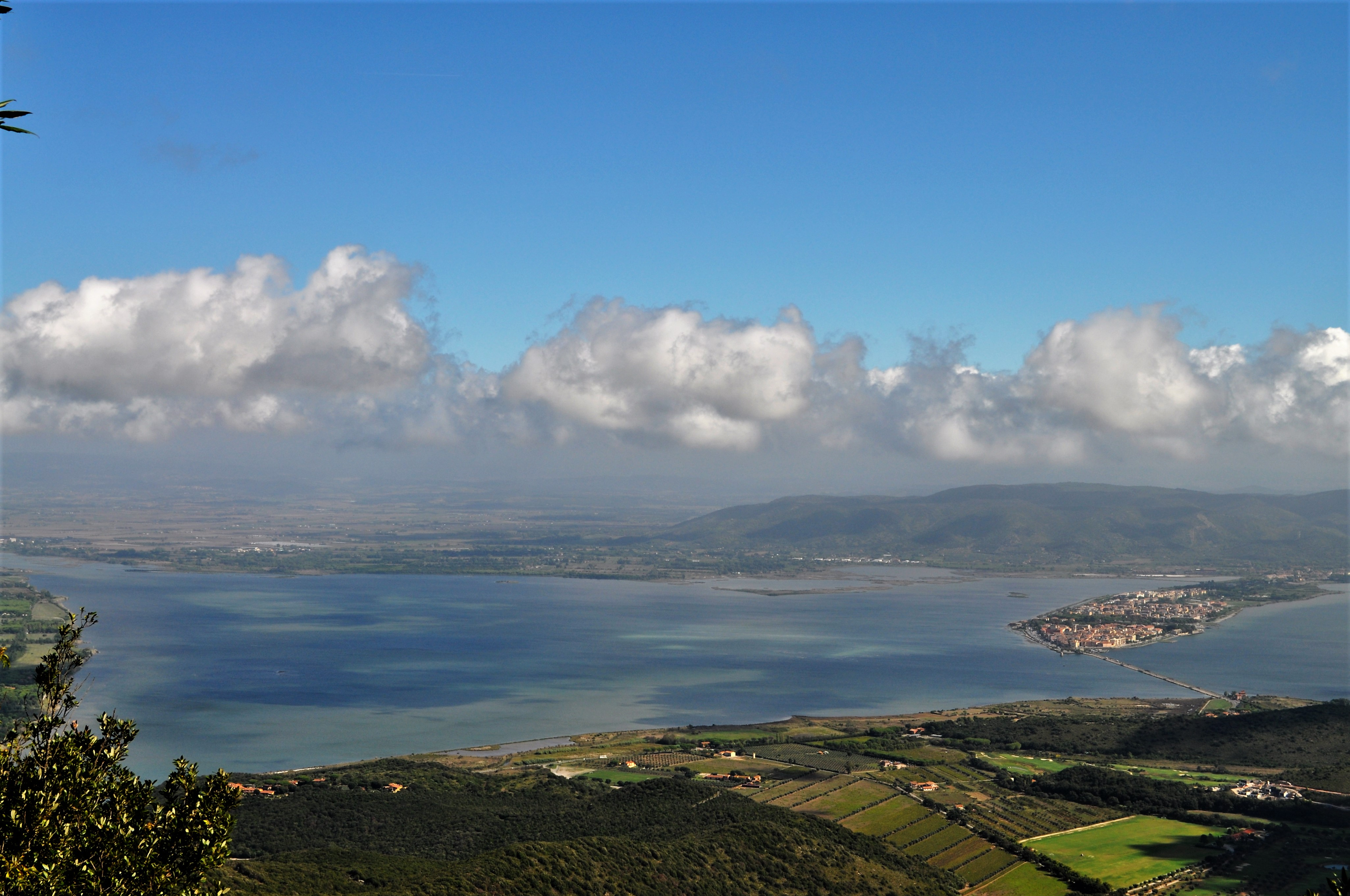
Lagune d'Orbetello.